# Pokrajina Foggia
Pokrajina Foggia (v italijanskem izvirniku Provincia di Foggia [provìnča di fòdža]) je ena od šestih pokrajin, ki sestavljajo italijansko deželo Apulija. Zavzema tudi Tremitsko otočje. Meji na severu z Jadranskim morjem, na vzhodu z Jadranskim morjem in pokrajino Barletta-Andria-Trani, na jugu z deželo Kampanija in na zahodu z deželama Kampanija in Molize.

## Večje občine
Glavno mesto je Foggia, ostale večje občine so (podatki 31.12.2007):
| Občina      | Prebivalcev |
| ----------- | ----------- |
| Foggia      | 153.469     |
| Cerignola   | 58.280      |
| Manfredonia | 57.140      |
| San Severo  | 55.824      |
| Lucera      | 34.671      |

## Naravne zanimivosti
Na obali nedaleč od mesta Manfredonia se je včasih nahajalo močvirje imenovano Lago Salso, kar pomeni Slano jezero. Po raznih melioracijah je danes to jezero le 550 ha veliko, s trsjem poraslo mokrišče. ki komaj preseže meter globine. Obdobno ga napaja hudournik, zato voda sploh ni več slana in je postala optimalni habitat za številne ribe, ptice in kuščarje, pa tudi za nekatere manjše sesalce (kune, jazbeci, lisice). V prvih desetletjih dvajsetega stoletja je bila načrtovana obdelava zemljišča za pridobivanje riža, a nesorazmernost padavin, ki je značilna za te kraje, je prepričala agronome, da so načrt opustili. Leta 1999 je bilo vse področje vključeno v narodni park, kar je končno dalo pravi poudarek naravoslovni vrednosti Slanega jezera.
Seznam zaščitenih področij v pokrajini:
- Narodni park Gargano (Parco nazionale del Gargano)
- Naravni rezervat Foresta Umbra (Riserva naturale Foresta Umbra)
- Naravni rezervat Ischitella e Carpino (Riserva naturale Ischitella e Carpino)
- Naravni rezervat Monte Barone (Riserva naturale Monte Barone)
- Naravni rezervat Masseria Combattenti (Riserva naturale Masseria Combattenti)
- Naravni rezervat Isola Varano (Riserva naturale Isola Varano)
- Naravni rezervat Sfilzi (Riserva naturale Sfilzi)
- Naravni rezervat Falascone (Riserva naturale Falascone)
- Mokrišče Salina di Margherita di Savoia (Riserva naturale Salina di Margherita di Savoia)
- Mokrišče Lago di Lesina (Riserva naturale Lago di Lesina, Parte Orientale)
- Mokrišče Palude di Frattarolo (Riserva naturale Palude di Frattarolo)
- Morski rezervat Tremitskega otočja (Riserva naturale marina Isole Tremiti)

## Zgodovinske zanimivosti
Pokrajina je bila od vselej izrazito kmetijsko in pastirsko področje. Že leta 1447 so Aragonci izdali zakon o pobiranju carine na ovce, ki je predvideval obdavčenje tistih pastirjev, ki so jeseni gnali črede preko teh krajev na prezimovanje v Apulijo. V tistih časih je bila namreč navada, ki je ponekod še živa, da so lastniki pašnikov prodajali pravico do paše (imenovano fida), kar je upravičevalo letno selitev drobnice. Ker so pa ovce na poti proti zimskim pašnikom znatno poteptale tudi vmesna zemljišča, so pastirji priznavali nekakšno odškodnino prizadetim kmetom, večinoma z odstopom kake ovce ali določene količine volne. Kralj Alfonz V. Aragonski je to navado uzakonil z uvedbo carine na ovce in ustanovitvijo posebnega sodišča, ki je določalo višino dajatev in ugotavljalo zadolžence, a je bilo tudi pristojno za poravnano sporov v tej zvezi. S tem so bili kmetovalci prikrajšani za odškodnino, saj je šla carina v vladarjev žep, medtem ko se pastirji niso več smatrali dolžne, da poravnajo škodo na poteptanih njivah. Ta zakon je ostal v veljavi vse do leta 1806, ko so ga odpravili francoski okupatorji.